# Sajnovits Sándor
Sajnovits Sándor (1946 – Budapest, 1981) fotóművész.

## Élete
Felmenője Sajnovits János (névváltozata: Sajnovics János) csillagász és nyelvészkutató, a finnugorságtant kutatta. Az elsők között figyelt fel a magyar és a finnugor nyelvek rokonságára. 
Sajnovits Sándor 1965-ben érettségizett az Ybl Miklós Építőipari Technikumban. 1972-ben textilművészként végzett az Iparművészeti Főiskolán, majd modelltervezést tanított, irányította a népművészeti gyűjtőmunkát. Tanársegéd, majd adjunktus volt 
Reklámfotósként is dolgozott, a Fabulon reklámjait is jórészt Ő csinálta, például Tavasz, szépség... címmel Pataki Ágival.  
Számtalan hanglemezborítót tervezett. 
A  Luxus Áruházban és a Clara Szalonban ruhatervező iparművészként dolgozott.
Plakátokat készített, melyek közül több díjat is kapott. 
Festő is volt, alkotásait sikerrel mutatták be Frankfurtban, Barcelonában és Budapesten. Sokrétű tevékenységét mutatta be a Moholy-Nagy Művészeti Egyetemen rendezett emlékkiállítása.